# 신용식 (1964년)
신용식(申容植, 1964년 1월 5일 ~ )은 대한민국의 제9대 전라남도 광양시의원이었다. 전라남도 고흥군 출신이다.

## 학력
- 전남공업고등학교 졸업
- 한국방송통신대학교 행정학과 졸업

## 경력
- 육군 병장 만기 전역
- 간호조무사
- 요양보호사 자격 취득
- 제20대 대통령 선거 더불어민주당 광양시 상황실장
- 태영아파트 2차 입주자대표 회장
- 제7대 재광양고흥향우회 회장
- 제5대 중동배드민턴클럽 회장
- 제7대 중부의용소방대 대장
- 새마을지도자 중마동협의회
- 남부목재합판 대표
- 2022.07 ~ 2024.11 제9대 전라남도 광양시의회 의원
- 2022.07 ~ 2024.07 제9대 전라남도 광양시의회 전반기 총무위원회 위원
- 2022.07 ~ 2024.07 제9대 전라남도 광양시의회 전반기 산업건설위원회 위원
- 2022.07 ~ 2024.07 제9대 전라남도 광양시의회 전반기 예산결산특별위원회 위원
- 2022.09 ~ 2022.09 제9대 전라남도 광양시의회 임대아파트분양지원특별위원회 위원
- 2024.07 ~ 2024.11 제9대 전라남도 광양시의회 후반기 산업건설위원회 위원

## 수상
- 행정안전부장관상 표창
- 전라남도지사 표창
- 국회의원 표창
- 광양시장 표창
- 광양소방서장 표창

## 역대 선거 결과
| 실시년도 | 선거      | 대수 | 직책   | 선거구                  | 정당         | 득표수  | 득표율          | 순위 | 당락 | 비고           |
| -------- | --------- | ---- | ------ | ----------------------- | ------------ | ------- | --------------- | ---- | ---- | -------------- |
| 2022년   | 지방 선거 | 9대  | 시의원 | 전남 광양시 (다 선거구) | 더불어민주당 | 3,214표 | \| \| 21.46% \| | 3위  |      | 초선, 민선 8기 |
|          | 21.46%    |      |        |                         |              |         |                 |      |      |                |